# Jun Kaname
Jun Kaname (jap. 要潤, Kaname Jun; * 21. Februar 1981 in Mitoyo, Japan) ist ein japanischer Schauspieler.
Jun Kaname wirkte nach seinem Schauspieldebüt 2001 in einer japanischen Serie bis heute in unzähligen Serien, Werbevideos und Musikvideos mit, jedoch auch in einigen Kinofilmen. Seine in Europa bekanntesten Rollen spielte er bisher in den Filmen Casshern und The Legend Of Goemon des Regisseurs Kazuraki Kiriya.

## Filmografie (Auswahl)

### Fernsehen
- Kamen Rider Agito (TV Asahi 2001)
- Kono Fuyu no Koi (2002)
- Mantenhan (NHK 2002)
- Kokoro no Teryōri (2003)
- Leão Sensei (NTV 2003)
- Sanji não Oyatsu (2004)
- 19 Fronteiras (2004)
- Tokyo Wonder Tours (2005)
- Konya Hitori No Beddo (TBS 2005)
- Hotaru no Haka (NTV 2005)
- Tantei Gakuen Q SP (NTV 2006)
- Tenshi no Hashigo (2006)
- Himitsu no Hanazono (Fuji TV 2007)
- Ashita no Kita Yoshio (Fuji TV 2008)
- Kimi Hannin Janai Yo Ne? (TV Asahi 2008)
- Untouchable (TV Asahi 2009)
- Naka nai to kimeta Hi (Fuji TV 2010)
- Ryōmaden (2010)
- Tokyo MER: Mobile Emergency Room (TBS 2021)
- Lost Man Found (NHK 2022)

### Kinofilme
- Kamen Rider Agito: A New Transformation (2001)
- Kamen Rider Agito: Project G4 (2001)
- Kamen Rider Ryuki: Episode Final (2002)
- Janki Kuzure (2003)
- Tenshi no Kiba (2003)
- Casshern (2004)
- Kame wa Igaito Hayaku Oyogu (2005)
- The Secret Show (2005)
- Bashment (2005)
- Udon (2006)
- Retort Life (2007)
- Pyū to Fuku! Jaguar (2008)
- Parallel (film) (2009)
- The Legend Of Goemon (2009)
- Blood: The Last Vampire (2009)
- Subete wa Umi ni Naru / All to the Sea (2010)